# Список наград и номинаций Уильяма Шетнера
Ниже приводится список наград и номинаций, полученных Уильямом Шетнером. Шетнер был номинирован на премию «Сатурн» за свои исполнения в фильмах «Звёздного пути» (поскольку в то время премия не присуждалась телесериалам). Он получил пять номинаций лучшего киноактёра: первую за «Царство пауков», другие четыре за первые четыре фильма «Звёзднго пути». Он получил награду за «Звёздный путь II: Гнев Хана», а также получил премию за достижения в карьере в 1980 году. С отрицательной стороны, Шетнер был номинирован на три премии «Золотая малина» за «Звёздный путь V: Последний рубеж», включая «Худший сценарий», и получил две награды за «Худшая мужская роль» и «Худшая режиссура».
В 2004 году Шетнер получил свою первую премию «Эмми» за роль Дэнни Крейна в сериале «Практика». В 2005 году он получил свою первую премию «Золотой глобус» и вторую премию «Эмми» за лучшую мужскую роль второго плана в драматическом сериале за его работу над сериалом «Юристы Бостона».
В 2011 году он был удостоен звания почётного доктора литературы в Макгиллском университете, его альма-матер.
В 2019 году он был удостоен звания кавалера Ордена Канады.
За его появления в качестве специального гостя в продвижении профессионального рестлинга WWE он был введён в Крыло знаменитостей Зала славы WWE как часть класса 2020 года.

## Награды и номинации
| Год  | Премия                                   | Категория                                                                 | Сериал/Фильм                       | Результат | Пр.    |
| ---- | ---------------------------------------- | ------------------------------------------------------------------------- | ---------------------------------- | --------- | ------ |
| 1958 | Theatre World Award                      |                                                                           | Мир Сьюзи Вонг                     | Награда   | [ 4 ]  |
| 1978 | Премия «Сатурн»                          | Лучший киноактёр                                                          | Царство пауков                     | Номинация | [ 5 ]  |
| 1980 | Премия «Сатурн»                          | Лучший киноактёр                                                          | Звёздный путь: Фильм               | Номинация | [ 6 ]  |
| 1980 | Премия «Сатурн»                          | Премия за достижения в карьере                                            |                                    | Награда   | [ 6 ]  |
| 1983 | Премия «Сатурн»                          | Лучший киноактёр                                                          | Звёздный путь II: Гнев Хана        | Победа    | [ 8 ]  |
| 1985 | Премия «Сатурн»                          | Лучший киноактёр                                                          | Звёздный путь III: В поисках Спока | Номинация | [ 9 ]  |
| 1987 | Премия «Сатурн»                          | Лучший киноактёр                                                          | Звёздный путь IV: Дорога домой     | Номинация | [ 10 ] |
| 1989 | Премия «Золотая малина»                  | Худшая мужская роль                                                       | Звёздный путь V: Последний рубеж   | Победа    | [ 11 ] |
| 1989 | Премия «Золотая малина»                  | Худшая режиссура                                                          | Звёздный путь V: Последний рубеж   | Победа    | [ 11 ] |
| 1989 | Премия «Золотая малина»                  | Худший сценарий                                                           | Звёздный путь V: Последний рубеж   | Номинация | [ 11 ] |
| 1995 | Премия «Золотая малина»                  | Худшая мужская роль второго плана                                         | Звёздный путь: Поколения           | Номинация | [ 12 ] |
| 1999 | Прайм-таймовая премия «Эмми»             | Лучшая приглашённая мужская роль в комедийном телесериале                 | Третья планета от Солнца           | Номинация | [ 13 ] |
| 2000 | Премия «Золотая малина»                  | Худший актёр века                                                         |                                    | Номинация | [ 14 ] |
| 2000 | Teen Choice Awards                       | Выбор ТВ личности                                                         |                                    | Номинация | [ 15 ] |
| 2001 | Canadian Comedy Awards                   | Самое смешное мужское исполнение в фильме                                 | Мисс Конгениальность               | Номинация | [ 16 ] |
| 2001 | Премия «Энни»                            | Лучшая мужская озвучка в анимационном полнометражном фильме               | Осмосис Джонс                      | Номинация | [ 17 ] |
| 2004 | Прайм-таймовая премия «Эмми»             | Лучшая приглашённая мужская роль в драматическом телесериале              | Практика                           | Победа    | [ 18 ] |
| 2005 | Прайм-таймовая премия «Эмми»             | Лучшая мужская роль второго плана в драматическом телесериале             | Юристы Бостона                     | Победа    | [ 19 ] |
| 2005 | Премия «Золотой глобус»                  | Лучшая мужская роль второго плана — телесериал, мини-сериал или телефильм | Юристы Бостона                     | Победа    | [ 20 ] |
| 2005 | Премия «Спутник»                         | Лучшая мужская роль второго плана — мини-сериал, телесериал или телефильм | Юристы Бостона                     | Номинация | [ 21 ] |
| 2006 | Прайм-таймовая премия «Эмми»             | Лучшая мужская роль второго плана в драматическом телесериале             | Юристы Бостона                     | Номинация | [ 22 ] |
| 2006 | Премия Гильдии киноактёров США           | Лучшая мужская роль в комедийном сериале                                  | Юристы Бостона                     | Номинация | [ 23 ] |
| 2006 | Премия Гильдии киноактёров США           | Лучший актёрский состав в комедийном сериале                              | Юристы Бостона                     | Номинация | [ 23 ] |
| 2007 | Прайм-таймовая премия «Эмми»             | Лучшая мужская роль второго плана в драматическом телесериале             | Юристы Бостона                     | Номинация | [ 24 ] |
| 2007 | Премия Гильдии киноактёров США           | Лучший актёрский состав в комедийном сериале                              | Юристы Бостона                     | Номинация | [ 25 ] |
| 2008 | Прайм-таймовая премия «Эмми»             | Лучшая мужская роль второго плана в драматическом телесериале             | Юристы Бостона                     | Номинация | [ 26 ] |
| 2008 | Премия «Золотой глобус»                  | Лучшая мужская роль второго плана — телесериал, мини-сериал или телефильм | Юристы Бостона                     | Номинация | [ 27 ] |
| 2008 | Премия Гильдии киноактёров США           | Лучший актёрский состав в комедийном сериале                              | Юристы Бостона                     | Номинация | [ 28 ] |
| 2009 | Прайм-таймовая премия «Эмми»             | Лучшая мужская роль второго плана в драматическом телесериале             | Юристы Бостона                     | Номинация | [ 29 ] |
| 2009 | Премия Гильдии киноактёров США           | Лучшая мужская роль в драматическом сериале                               | Юристы Бостона                     | Номинация | [ 30 ] |
| 2009 | Премия Гильдии киноактёров США           | Лучший актёрский состав в драматическом сериале                           | Юристы Бостона                     | Номинация | [ 30 ] |
| 2011 | Премия генерал-губернатора               | Награда за исполнительское искусство                                      |                                    | Награда   | [ 31 ] |
| 2011 | Премия Ассоциации телевизионных критиков | Премия за карьерные достижения                                            |                                    | Номинация | [ 32 ] |
| 2012 | Премия Ассоциации телевизионных критиков | Премия за карьерные достижения                                            |                                    | Номинация | [ 33 ] |
| 2013 | Стратфордский фестиваль                  | Награда наследия                                                          |                                    | Награда   | [ 34 ] |
| 2013 | Премия Ассоциации телевизионных критиков | Премия за карьерные достижения                                            |                                    | Номинация | [ 35 ] |
| 2014 | NASA                                     | Медаль за выдающуюся общественную службу                                  |                                    | Награда   | [ 36 ] |
| 2015 | Canadian Screen Awards                   | Биография или документальной программы по искусству или сериала           | Хаос на мосту                      | Номинация | [ 37 ] |
| 2017 | Canadian Screen Awards                   | Лучшее исполнение в гостевой роли драматического сериала                  | Расследование Мёрдока              | Номинация | [ 38 ] |

## Заметки
1. ↑  Награждён совместно с Джином Родденберри.[7]